# Чистополов, Григорий Васильевич
Григорий Васильевич Чистополов (8 января 1902 — 21 декабря 1982) — передовик советского сельского хозяйства, главный зоотехник Ухтомского районного отдела сельского хозяйства Московской области, Герой Социалистического Труда (1949).

## Биография
Родился 8 января 1902 году в деревне Ключёвка ныне Сорочинского района Оренбургской области в русской крестьянской семье. С 1924 по 1926 годы проходил службу в рядах Красной Армии. После увольнения со службы завершил обучение на рабфаке в Ульяновске, успешно сдал вступительные экзамены в Сельскохозяйственную академию имени К. А. Тимирязева в Москве. В 1933 году завершил обучение в Академии и на два года был направлен на работу в Кустанайской области Казахстана.
В 1936 году он приехал на постоянное место жительство в Московскую область и стал трудиться зоотехником в одном из хозяйств Раменского района. Без отрыва от производства заочно проходил обучение в педагогическом институте, после окончания которого стал работать учителем географии Старковской неполной средней школы.
С началом Великой Отечественной войны был призван в ряды Красной Армии, служил в составе 236-го инженерно-сапёрного батальона, участник обороны Москвы. Затем в звании лейтенант служил агитатором в лагере освобождённых военнопленных в Московской зоне. С марта 1944 года участвовал в боях на 1-м Белорусском фронте, дважды получил ранения, награждён двумя боевыми орденами. После прохождения лечения в апреле 1945 года, вернулся в строй и служил до 1947 года.
Демобилизовавшись, был назначен главным зоотехником в Ухтомский район Московской области. По результатам работы в 1948 году добился высоких производственных результатов и значительно перевыполнил план сдачи государству сельхозпродуктов.
За получение высокой продуктивности животноводства в 1948 году, Указом Президиума Верховного Совета СССР от 7 апреля 1949 года Григорию Васильевичу Чистополову было присвоено звание Героя Социалистического Труда с вручением ордена Ленина и золотой медали «Серп и Молот».
В 1950 году избран секретарём Раменского горкома ВКП(б)/КПСС. Тяжёлые ранения давали о себе знать и он вынужден был долго лечиться. Перешёл работать в местную машинно-тракторную станцию (МТС), а в 1957 году вышел на заслуженный отдых.
Проживал в городе Раменское Московской области. Умер 21 декабря 1982 года. Похоронен в Раменском на Центральном кладбище.

## Награды
За трудовые успехи удостоен:
- золотая звезда «Серп и Молот» (07.04.1949),
- орден Ленина (07.04.1949),
- Орден Отечественной войны 1 степени (11.06.1945)
- Орден Красной Звезды (08.07.1945)
- Медаль "За оборону Москвы" (01.05.1944)
- другие медали.